# Ден Гослінг
Ден Гослінг (англ. Dan Gosling, нар. 2 лютого 1990, Бріксем, Англія) — англійський футболіст, півзахисник клубу «Вотфорд».

## Клубна кар'єра
У дорослому футболі дебютував 2006 року виступами за команду клубу «Плімут», в якій провів два сезони, взявши участь у 22 матчах чемпіонату.
Своєю грою за цю команду привернув увагу представників тренерського штабу клубу «Евертон», до складу якого приєднався 2008 року. Відіграв за клуб з Ліверпуля наступні два сезони своєї ігрової кар'єри.
У липні 2010 року перейшов до «Ньюкасл Юнайтед». У першому сезоні в новому клубі провів лише одну гру через важку травму коліна. Відновившись після травми, все одно мав проблеми з потраплянням до складу команди через конкуренцію на його позиції з боку івуарійця Шейка Тіоте і француза Йоана Кабая. Загалом за понад три роки у «Ньюкаслі» в різних турнірах лише 36 разів виходив на поле, у тому числі 24 рази у Прем'єр-лізі.
З жовтня 2013 року на умовах тримісячної оренди грав за «Блекпул», а в травні 2014 року уклав чотирічний контракт з «Борнмутом» — іншою командою Чемпіоншипу.

## Виступи за збірні
2006 року дебютував у складі юнацької збірної Англії, взяв участь у 22 іграх на юнацькому рівні, відзначившись 2 забитими голами.
З 2009 року почав залучатися до складу молодіжної збірної Англії. На молодіжному рівні зіграв у 3 офіційних матчах.